# Byalalu
Byalalu est un village du district de Ramanagara dans le Karnataka en Inde. Il est à une heure de route de la ville de Bangalore. Lors du recensement de 2011 la population était officiellement de 2300 habitants.

## Indien Deep Space Network
Le centre du réseau indien de communication avec l'espace lointain de l’Organisation Indienne de Recherche Spatiale est situé à Byalalu. Ce réseau a été initialement été construit pour suivre Chandrayaan-1, la première mission lunaire indienne. Il a été ensuite utilisé pour suivre l'évolution de Mars Orbiter Mission,.